# Smrtící léčba
Smrtící léčba (v originále Extreme Measures) je kriminální thriller z roku 1996 natočený podle stejnojmenného románu Michaela Palmera z roku 1991, který se zabývá etikou lékařských obětí. Film režíroval Michael Apted a v hlavních rolích se představili Hugh Grant, Gene Hackman, Sarah Jessica Parker a David Morse.

## Děj
Dr. Guy Luthan, lékař pohotovosti v New Yorku, narazí na bezdomovce s podivnými příznaky, nemocničním náramkem z neznámého zařízení a zmínkou o neznámém léku. Když pacient zemře, Guy se snaží zjistit více, ale tělo i záznamy zmizí a nadřízení mu nařídí případ neřešit.
Když pokračuje v pátrání, jeho život se rozpadne – je falešně obviněn z držení kokainu, zatčen, ztrácí licenci i práci. S pomocí bezdomovců se dostane do podzemního úkrytu, kde jeho pacient žil. Objevuje tajnou organizaci vedenou neurologem Dr. Myrickem, který provádí smrtelné pokusy na bezdomovcích při hledání léku na ochrnutí.
Myrick se snaží přesvědčit Guye, že jeho oběti jsou hrdinové a obětovat jednoho pro miliony je správné. Guy namítá, že oběti si nevybraly zemřít, a označuje Myricka za vraha. Myrick je následně omylem zastřelen agentem FBI Frankem Harem. Později Myrickova vdova předá Guyovi záznamy z výzkumu se slovy, že její manžel měl dobrý úmysl, ale šel na to špatnou cestou. Guy se dívá na dokumenty a pokračuje do neurologického centra, kde nyní pracuje.